# Višići
Višići är en ort i Bosnien och Hercegovina.   Den ligger i entiteten Federationen Bosnien och Hercegovina, i den södra delen av landet, 100 km sydväst om huvudstaden Sarajevo. Višići ligger 5 meter över havet och antalet invånare är 1 855.
Terrängen runt Višići är huvudsakligen kuperad, men den allra närmaste omgivningen är platt. Närmaste större samhälle är Čapljina, 6,4 km norr om Višići. 
Trakten runt Višići består till största delen av jordbruksmark. Runt Višići är det ganska tätbefolkat, med 93 invånare per kvadratkilometer.